# Sean Bailey
Sean Bailey (Seattle, 20 de maig de 1996) és un escalador professional estatunidenc. Representa els Estats Units a la Copa del Món d'Escalada de l'IFSC i ha fet cinc podis a la Copa del Món d'escalada en bloc, incloses una victòria a Salt Lake City el maig de 2021, i dues medalles d'or en escalada de dificultat a Villars-sur-Ollon i Chamonix el juliol de 2021.

## Trajectòria
Bailey va néixer a Seattle i va començar a escalar als 5 anys amb els seus pares, que eren tots dos escaladors. Va començar a competir amb l'equip juvenil al gimnàs d'escalada Vertical World i va guanyar el Campionat Nacional Juvenil d'escalada esportiva als 17 anys Més endavant, va guanyar l'American Bouldering Series d'escalada en bloc. També va guanyar l'USA Climbing Sport and Speed Nationals el 2018 i l'USA Climbing Bouldering Nationals el 2019.
El juny de 2016, Bailey va escalar Biographie, una via 5.15a (9a+) a Céüse. Va aconseguir una altra 5.15a el març de 2019, Joe Mama d'Oliana.
El setembre de 2021, Bailey va esclar Bibliographie, una via 5.15c (9b+) a pocs metres de la seva fita anterior, Biographie, a Céüse. La via havia estat escalada per primera vegada per Alex Megos l'any 2020, i Stefano Ghisolfi la va repetir a principis de 2021.